# Chinaia bella
Chinaia bella är en insektsart som beskrevs av Bruner och Metcalf 1934. Chinaia bella ingår i släktet Chinaia och familjen dvärgstritar. Inga underarter finns listade i Catalogue of Life.